# موج ماخ

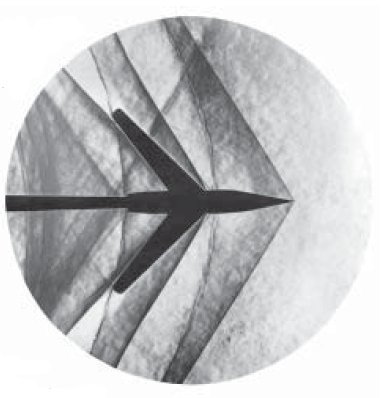
عکس با تکنیک شلیرن از یک موج ضربه ایی چسبیده بر روی یک بدنه مافوق صوت با دماغه تیز. زاویه ماخ کمتر از 90 درجه نشاندهنده ی عبور بدنه از سرعت صوت می باشد. زاویه موج ماخ با اندزه تقریبی 59 درجه، نشاندهنده ی سرعت تقریبی معادل 1.17 ماخ می باشد.

در دینامیک سیالات ،  موج ماخ یک موج فشاری است که با سرعتی معادل سرعت صوت که ناشی از اضافه شدن تغییری کوچک در فشار  به یک جریان تراکم پذیر است، حرکت می کند. در صورت وجود امواج ماخ به تعداد کافی در هر نقطه ایی، چنین امواج ضعیفی در جریان های دارای سرعت های مافوق صوت می توانند ترکیب شده و به موج ضربه ایی تبدیل شوند. چنین موج ضربه ایی را ساقه ماخ یا پیشانی ماخ می نامند. بنابراین، در صورت تولید امواج ماخ دارای فاصله کافی ازهم میتوان تراکم یا انبساط بدون موج ضربه ایی را در یک جریان فراصوت شاهد بود (به فشرده سازی ایزنتروپیک(هم آنتروپی)  در جریان مافوق صوت رجوع شود). موج ماخ، حد ضعیف موج ضربه ایی مایل می باشد( حد دیگر موج ضربه ایی نرمال است). 

## زاویه ماخ
یک موج ماخ با زاویه ماخ به اندازه μ در میان جریان منتشر می‌شود.، این زاویه بین جبهه موج امواج ضربه ایی (shock wave wavefront) و بردار با جهت مخالف بردار حرکت ایجاد می شود.  این زاویه توسط رابطه زیر محاسبه می شود: 
{\displaystyle \mu =\arcsin \left({\frac {1}{M}}\right)}
که در آن M معادل عدد ماخ است . 
با مشاهده امواج ماخ با استفاده از تکنیک سایه نگاری و یا تکنیک عکسبرداری شلیرن می توان اعداد ماخ موضعی جریان را مشخص کرد. مشاهدات اولیه ارنست ماخ جهت بدست آوردن اطلاعات در مورد جریان در نازل ها و داکت ها، از شیارهای موجود در دیواره یک داکت برای تولید امواج ماخ در داکت استفاده می کرد، بعدها این امواج با استفاده از تکنیک شلیرن عکسبرداری می شدند. همچنین گاهی امکان مشاهده زاویه های ماخ به دلیل چگالش آن ها در هوا وجود دارد، به عنوان مثال مخروط بخار در اطراف هواپیما هنگام پرواز تراصوتی .